# جون جراهام جيلبرت
جون جراهام جيلبرت ولد سنة 1794 وتوفي في 4 يونيو 1866 وهو رسام هبورتريه اسكتلندي وجامع أعمال فنية.